# Władimir Jurowski (kompozytor)
Władimir Michajłowicz Jurowski (ros. Владимир Михайлович Юровский; ur. 7 marca?/20 marca 1915 w Taraszczy (gubernia kijowska), zm. 26 stycznia 1972 w Moskwie) – radziecki kompozytor. 

## Życiorys
W 1938 roku ukończył Konserwatorium Moskiewskie w klasie N.J. Miaskowskiego. Autor baletów oraz muzyki do spektakli teatralnych i filmów. Zasłużony Działacz Sztuk RFSRR (1969). Ojciec rosyjskiego dyrygenta Michaiła Jurowskiego. Dziadek dyrygentów Władimira Jurowskiego (ur. 1972) i Dmitrija Jurowskiego (ur. 1979).

## Wybrana muzyka filmowa

### Filmy fabularne
- 1927: Koniec Sankt Petersburga
- 1956: Sprawa nr 306

### Filmy animowane
- 1954: Złota antylopa
- 1955: Cudowna podróż